# Thiomargarita magnifica
Thiomargarita magnifica – gatunek bakterii odkryty w karaibskich lasach namorzynowych, którego komórki osiągają do 2 cm długości i posiadają wewnętrzne organelle nazwane pepinami (ang. singular pepin, plural pepins).
Samo istnienie pepin powoduje konieczność zmiany definicji organellum, które miało być unikalne dla eukariontów, czyli organizmów charakteryzujących się złożoną budową komórki. Podobnie do jądra komórkowego pepiny zawierają, oddzielone od reszty komórki zamkniętą membraną, rybosomy i chromosom bakteryjny. Organizm został odkryty w 2010 przez Oliviera Grosa z Université des Antilles w Pointe-à-Pitre, który uznał, że odkrył grzyba. Dopiero po 5 latach, współpracujący z Grosem Jean-Marie Volland, odkrył, że jest to bakteria o zaskakującej charakterystyce.

## Ochrona DNA
Odkrycie T. magnifica jest ważne, ponieważ kwestionuje teoretyczne limity wielkości komórki prokariotycznej. T. magnifica zaciera też granice pomiędzy prokariontami (organizmami jednokomórkowymi, które dotąd charakteryzowano m.in. brakiem jądra komórkowego oddzielającego DNA) i eukariontami, czyli złożonymi komórkami, do których zalicza się człowiek, drożdże, czy muszka owocówka, których DNA jest otoczone błoną jądrową.

## Struktura
Metabolizm w bakteriach zachodzi poprzez dyfuzję nutrientów i produktów ubocznych wewnątrz komórki. Wydajność tego procesu jest klasycznym argumentem teoretycznego limitu objętości komórki prokariotycznej. Szczegółowe wyliczenia liczby rybosomów potrzebnych do utrzymania produkcji białek na poziomie niezbędnym dla określonej objętości, to kolejny teoretyczny limit rozmiaru komórki. Od określonej objętości komórki, liczba niezbędnych rybosomów staje się tak duża, że nie mieszczą się zwyczajnie w takiej objętości. Jedna z największych znanych bakterii, bakteria siarkowa Thiomargarita namibiensis (odkryta w 1999 r.) obchodzi ograniczenia dyfuzji zmniejszając objętość cytoplazmy w komórce. Środek komórki wypełnia ogromna wakuola, czyli duży obłoniony worek wypełniony wodą i azotanami. Oprócz usytuowania cytoplazmy w cienkiej warstwie tuż przy ścianie komórkowej, wakuola swoim naciskiem zwiększa wydajność dyfuzji. Komórka T. magnifica zawiera podobną ogromną wakuolę, zajmującą 65–80% objętości komórki i rozciągającą się wzdłuż całej komórki, co zmniejsza grubość cytoplazmy do 1,8–4,8 mikrona.
Na powierzchni bakterii nie znaleziono innych epibiontów. Volland spekuluje, że przyczyną tego może być produkcja przez bakterię związków chemicznych o działaniu antybiotycznym.